# Yang Gyeong-min
Yang Gyeong-min (양경민?; Seul, 19 dicembre 1972) è un ex cestista sudcoreano.

## Carriera
Con la Corea del Sud ha disputato i Campionati del mondo del 1998.